# 保羅·鮑爾
保羅·鮑爾（法語：Paul Bauer，1902年7月7日—1986年9月15日）出生於法國法蘭西島大區上塞納省的加爾什，曾經是猶太教的拉比。

## 生平
他自法國猶太神學院畢業取得拉比資格後，最早是鲁昂地區的拉比，還有主持亞眠地區的猶太教會落成典禮，第二次世界大戰期間，他擔任隨軍猶太牧師。

## 著作
- 1977年，《Centenaire du Temple Buffault. Histoire de la Communauté portugaise des Origines à nos jours. 1re partie: des origines à la loi de séparation (1905)》
- 1991年，《19 siècles d'histoire juive "de 70 à 1979"》由法國首席拉比雅各布·卡普蘭為其作序。